# Elecciones presidenciales de Benín de 1996
Las elecciones presidenciales se llevaron a cabo en Benín en marzo de 1996. En la primera vuelta, celebrada el 3 de marzo, ninguno de los candidatos obtuvo mayoría absoluta. El presidente incumbente Nicéphore Soglo obtuvo mayoría simple con el 35.69% de los votos, quedando segundo el antiguo líder comunista Mathieu Kérékou, con el 33.94%, por lo que ambos fueron habilitados para el balotaje. En la segunda vuelta, celebrada el 18 de marzo, contra todo pronóstico, Kérékou obtuvo el 52.49% de los votos, asumiendo nuevamente la presidencia después de cinco años fuera del poder.
La participación electoral fue del 87.8% en la primera vuelta, y del 77.6% en la segunda.

## Antededentes
Tras la caída de la República Popular de Benín, fue elegido democráticamente Nicéphore Soglo para un mandato de cinco años. El gobierno de Soglo se caracterizó por una profunda crisis económica, debido en gran parte al choque provocado por la transición de una economía planificada a una de mercado. Elogiado tanto dentro como fuera del país por su respeto a la institucionalidad democrática y los derechos humanos, las medidas económicas de Soglo acabaron por minar su popularidad. La oposición lo acusó también de cometer actos dictatoriales, lo cual nunca se confirmó.
Mathieu Kérékou, que había ejercido la presidencia durante los diecinueve años de régimen comunista, se presentó como candidato independiente y fue apoyado por el Frente de Acción para la Renovación y el Desarrollo (abreviado como FARD-Alafia), un partido socialista democrático. Tras haber perdido las elecciones de 1991, Kérékou había aceptado la derrota sin oponer resistencia (siendo en su momento el primer presidente del África francófona en hacerlo) y se había retirado de la vida pública "en silencio", lo cual fue visto por la población como un signo de arrepentimiento por los crímenes de lesa humanidad cometidos durante su largo mandato.

## Resultados
La primera vuelta de las elecciones se llevó a cabo el domingo 3 de marzo, en un ambiente pacífico y, según las autoridades electorales, sin incidentes violentos. Los resultados finales, revelados dos días más tarde, demostraron la división étnica y regional del país. En el Sur, todavía se apoyaba la permanencia de Soglo en el poder, obteniendo este casi el 36% de los votos, mientras que Kérékou triunfó abrumadoramente en el Norte, con casi el 34% de los votos nacionales. El tercer candidato fue Adrien Houngbédji, que estuvo cerca de recibir el 20% de los votos. Esta primera vuelta, sumamente ajustada, no dio a ningún candidato la mayoría absoluta, por lo que las autoridades electorales anunciaron la realización de una segunda vuelta el 18 de marzo. El Tribunal Constitucional había declarados nulos 540.653 votos, que equivalían al 22% de los sufragios emitidos.
La segunda vuelta se celebró el 18 de marzo. En esta ocasión, la mayoría de los candidatos derrotados habían declarado su apoyo a Kérékou e instado a sus partidarios a votar por él. De este modo, Kérékou recibió una olgada y sorpresiva victoria, con el 52% de los votos. En esta ocasión, Kérékou obtuvo resultados favorables tanto en el Sur como en el Norte.
| Candidato                          | Partido                                                           | Primera vuelta | Primera vuelta | Segunda vuelta | Segunda vuelta |
| Candidato                          | Partido                                                           | Votos          | %              | Votos          | %              |
| ---------------------------------- | ----------------------------------------------------------------- | -------------- | -------------- | -------------- | -------------- |
| Mathieu Kérékou                    | Independiente-Frente de Acción para la Renovación y el Desarrollo | 567.084        | 33.94          | 999.453        | 52.49          |
| Nicéphore Soglo                    | Partido del Renacimiento de Benín                                 | 596.371        | 35.69          | 904.626        | 47.51          |
| Adrien Houngbédji                  | Partido Renovación Democrática                                    | 329.364        | 19.71          |                |                |
| Bruno Amoussou                     | Partido Socialdemócrata                                           | 129.731        | 7.76           |                |                |
| Pascal Fontondji                   | Partido Comunista de Benín                                        | 17.977         | 1.08           |                |                |
| Lionel Agbo                        | Independiente                                                     | 15.418         | 0.92           |                |                |
| Léandre Djagoué                    | Independiente                                                     | 15.079         | 0.90           |                |                |
| Votos anulados                     | Votos anulados                                                    | 540.653        | –              | 54,776         | –              |
| Total                              | Total                                                             | 2.211.677      | 100            | 1.958.855      | 100            |
| Votantes registrados/participación | Votantes registrados/participación                                | 2.517.970      | 87.8           | 2.524.262      | 77.6           |
| Fuente: Nohlen et al.              |                                                                   |                |                |                |                |

## Consecuencias
Soglo se negó a aceptar el resultado y presentó una denuncia de fraude electoral al Tribunal Constitucional. Este, sin embargo, no reconoció la denuncia, asegurando que la elección había sido libre y democrática, y confirmó la victoria de Kérékou. A pesar de su reticencia, Soglo acabó por reconocer su derrota y entregó el cargo a Kérékou el 4 de abril, siendo la primera transición de poder entre dos presidentes democráticos en la historia del país.